# أونور أيطن
أونور أيطن (بالتركية: Onur Aydın)‏ (15 مارس 1979 - ) هو لاعب كرة سلة تركي في مركز الوسط. لعب مع النادي الرياضي لبلدية مرسين الكبرى ‏.

## وصلات خارجية
- أونور أيطن على موقع الاتحاد الدولي لكرة السلة (الإنجليزية)
- أونور أيطن على موقع الدوري الأوروبي لكرة السلة (الإنجليزية)
- أونور أيطن على موقع كرة السلة الأوروبية.كوم (الإنجليزية)
- أونور أيطن على موقع ريلجم (الإنجليزية)
- أونور أيطن على موقع بروبوليرز (الإنجليزية)
- أونور أيطن على موقع سبورتس رفرنس (الإنجليزية)